# Ágios Geórgios (Méthana)
Ágios Geórgios, en grec moderne : Άγιος Γεώργιος, est un village du dème de Trézénie, en Attique, Grèce.
Selon le recensement de 2011, la population de la localité s'élève à 46 habitants.